# Gaddemer Gut

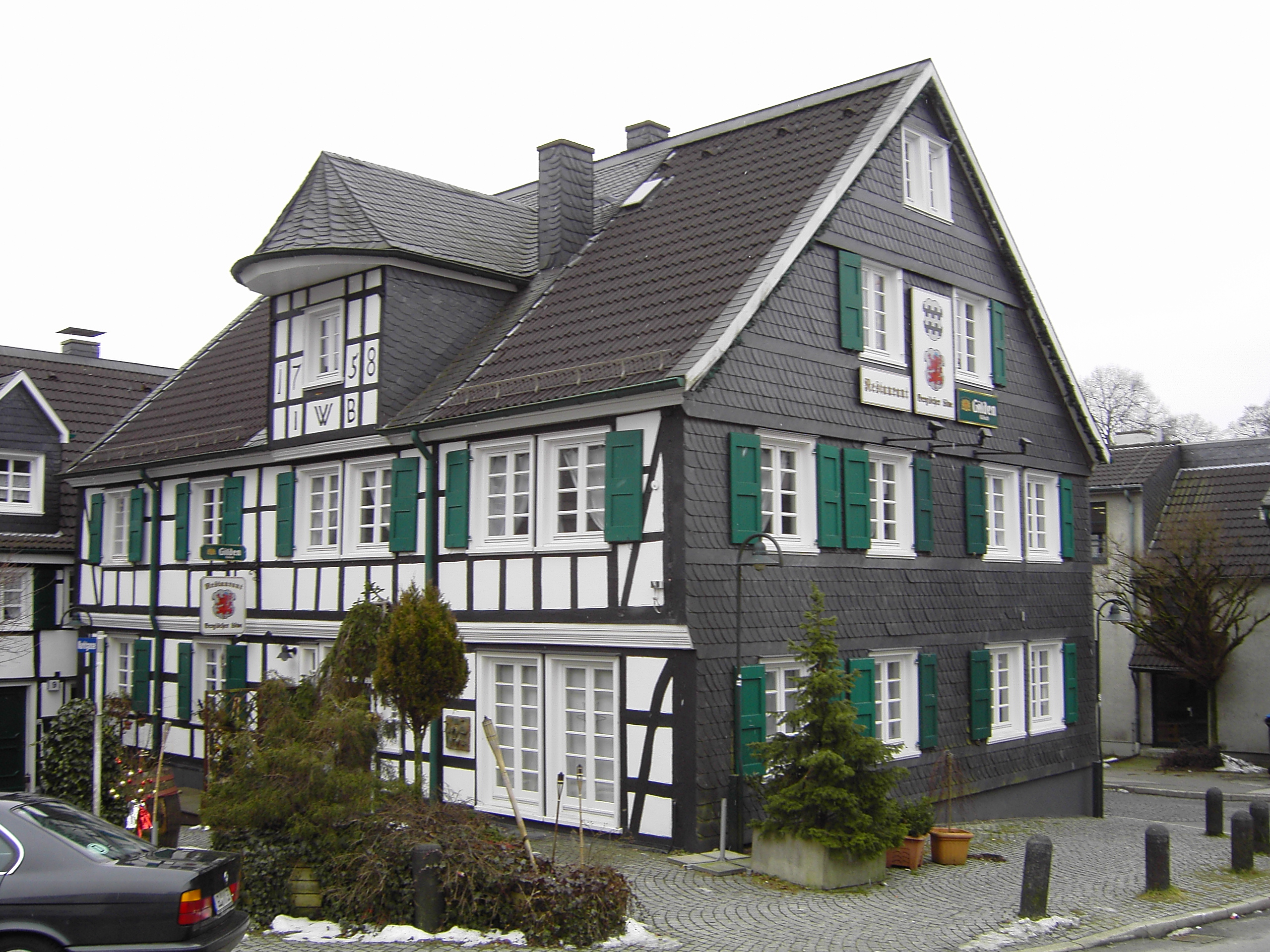
Das Haus Markt 10 genannt Gaddemer Gut

Das Gaddemer Gut, auch Gademer Gut genannte Haus steht am Marktplatz in Wermelskirchen mit der Hausnummer 10. Darin befindet sich heute die Gaststätte zum Bergischen Löwen.

## Geschichte

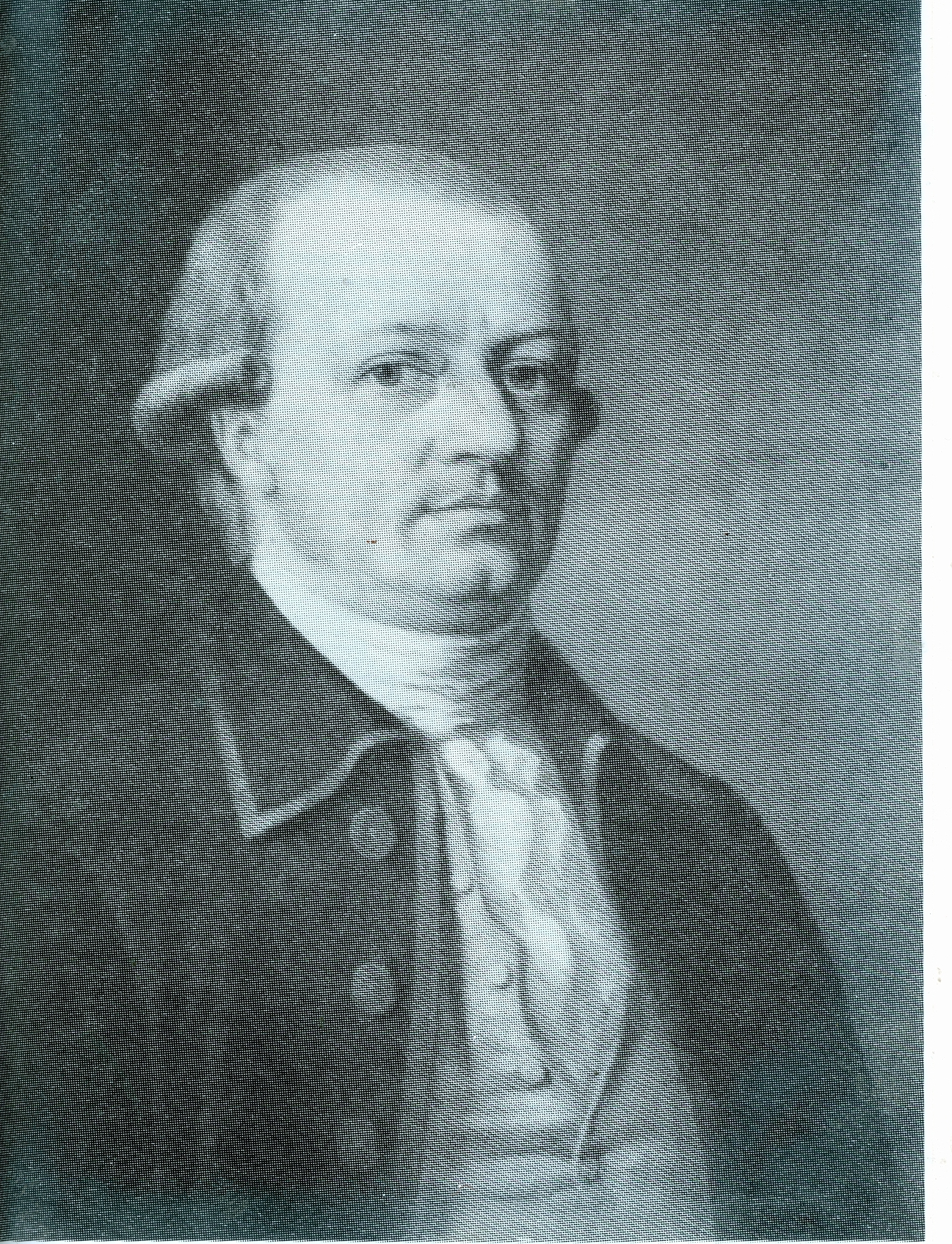
Johann Arnold Brass 1780

Im Jahre 1354 wird es erstmals genannt. Conegundis de Aquila in Köln vererbt Henrico, Sophie und Methildi, Kinder der verstorbenen Richmodis, das Haus gegenüber (über) dem Markt in Wermelskirchen. Die Steuerliste des Amtes Bornefeld aus dem Jahre 1469 verzeichnet eyne maitgen op me gaedam zahlt 4 albus (eine Magd auf dem Gadem zahlt vier Albus).
Das Haus gehörte zum gleichnamigen Grundbesitz, der bei der Urkataster-Aufnahme von 1828 bis 1830 noch 40 Morgen umfasste. Das älteste Bild eines Wermelskirchener Bürgers aus dem Jahre 1780 hat sich hier erhalten. Der Johann Arnold Brass (* 19. Oktober 1742, + 12. April 1795) war der Sohn des Johann Wilhelm Brass der 1758, nach dem großen Stadtbrand, den Bergischen Löwen am Markt erbaute. Die Initialen IWB sind in der Giebelwand gezimmert noch heute zu sehen.
Über viele Stationen und die Familien Eck, Brass, Küpper, Kattwinkel und Lappe wurde das Haus 1908 an die Stadt Wermelskirchen verkauft, die es in den 1970er Jahren gründlich sanierte.